# Eplény
Eplény est un village et une commune du comitat de Veszprém en Hongrie. Le village doit sa notoriété à la station de ski se trouvant sur la commune.

## Station de ski
A proximité du village se trouve la plus grande station de ski de Hongrie, Intersport Siaréna, comptant 8 kilomètres de pistes, 2 télésièges et 6 téléskis. Elle accueille en hiver beaucoup de skieurs hongrois débutants. Les pistes ont été tracées ici dès les années 1970, puis de grands travaux ont été réalisés au cours des années 2000 afin de créer une station de ski disposant d'infrastructures modernes, à l'image de celles existantes en Europe occidentale. Aujourd'hui, les nombreux canons à neige permettent d'assurer un enneigement abondant sur les pistes pendant toute la saison hivernale.